# Fosse Way

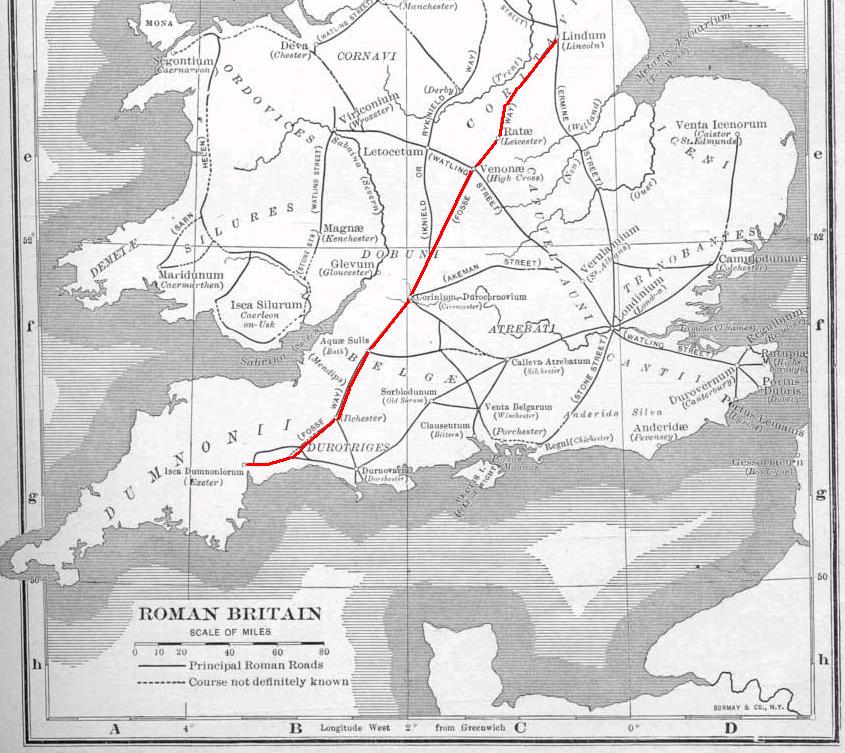
De Fosse Way.

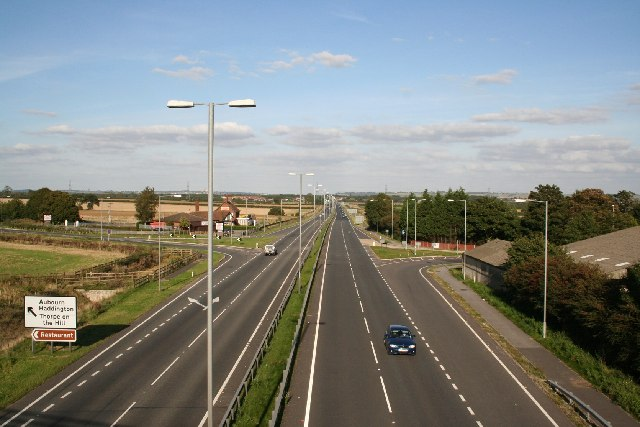
Fosse Way als vierbaansweg: de A46 tussen Newark en Lincoln, gezien uit het westen.

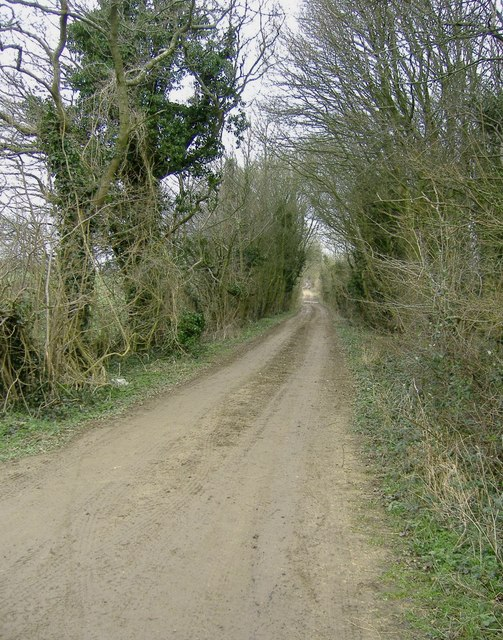
Fosse Way als bospad in de buurt van Long Newton, gezien uit het oosten.

De Fosse Way is een grote Romeinse heerweg die de Romeinse provincie Britannia doorkruiste van het zuidwesten naar het noordoosten. De weg liep van Exeter (het toenmalige Isca Dumnoniorum) naar Lincoln (Lindum Colonia), beide gesticht door de Romeinen in het jaar 46. Gedurende de 2e en 3e eeuw kon een reiziger langs de route verpozen bij kleine en grote pensions zoals mansios, cauponae en tabernae.

## Aanleg
De weg werd aangelegd langs de grens van het gebied dat de Romeinen tot 47 na Chr. hadden veroverd. Langs deze grens werd een diepe en brede greppel gegraven. Het is mogelijk dat er pas enkele decennia later een weg werd aangelegd door het weer volstorten van een deel van de geul. Fossa is het Latijnse woord voor "greppel". De Fosse Way is de enige Romeinse weg op het Britse eiland die zijn oorspronkelijke naam behouden heeft; van de andere zijn alleen de Angelsaksische namen overgeleverd. De weg was aan weerszijden voorzien van watergeulen om het oppervlak droog te houden.
Toen de Romeinen hun verovering voortzetten en de grens tegen het eind van de 1e eeuw naar het noorden was opgeschoven, kwam de Fosse Way in veilig gebied te liggen. Vele militaire sporen maken het aannemelijk dat de weg toen een belangrijke bevoorradingsroute werd voor troepen en materieel van het Europese vasteland. Mogelijk was Lincoln een distributiepunt voor handelswaar uit het hele Rijk.

## Route
De weg begon bij de monding van de Axe in Devon. Hij liep langs Axminster, Ilchester (Lindinae) en Bath (Aquae Sulis) naar Cirencester (Corinium Dobunnorum), hoofdstad van de Dobuni-stam, knooppunt van de heerwegen Akeman Street en Ermin Way. Vervolgens ging de weg 100 km rechtuit naar High Cross (Venonae), waar hij Watling Street kruiste, en door naar Leicester (Ratae Corieltauvorum). Na de oversteek van de Trent nabij Newark kwam de weg even ten zuiden van Lincoln (Lindum) uit op Ermine Street. De totale lengte bedroeg ruim 300 km. Opvallend is het buitengewoon rechte verloop: tussen Lincoln en Ilchester, een afstand van 293 km, is de grootste afwijking nog geen 10 km.
Tussen Cirencester en Leicester, in de graafschappen Gloucestershire, Warwickshire en Leicestershire, is de weg nog goed te traceren. Delen van de interlokale wegen A37, A46, A303, A358, A429, A433 en B4455 liggen erbovenop. Bij de bouw van rotondes en viaducten zijn sporen van de Romeinse weg gevonden tot een meter onder het huidige maaiveld. Op vele verkeersborden wordt verwezen naar de Fosse Way. Elders, ten zuiden van Cirencester en ten noorden van Leicester, is er vaak niet meer van over dan een begroeid spoor. Nochtans vormen deze vaak de grenzen van bestuurlijke districten zoals civil parishes.
Vooral in Warwickshire loopt de weg door dunbevolkt landelijk gebied. Tot de aanleg van de snelweg M40 in 1967 vormde de Fosse Way in de Cotswolds niettemin de belangrijkste noordzuidroute.

## Vernoeming
Meerdere plaatsnamen langs de weg zijn ontleend aan castra, Romeinse legerkampen, herkenbaar aan het suffix -cester of -chester. Andere dorpen en steden zijn vernoemd naar de weg zelf met Fosse of on-Fosse als voor- of achtervoegsel, dan wel Street, Strete, Stratton of Stretton in de naam. Stratford en Stretford duiden op een doorwaadbare plaats bij de kruising van een rivier. In onder meer Stratford-on-Avon is Fosse Way een gewone straatnaam.
Het eerste deel van het drieluik S.P.Q.R. uit 1988 van de Britse componist Guy Woolfenden is getiteld Fosse Way.